# À la folie (film, 1994)
Pour les articles homonymes, voir À la folie.
Pour plus de détails, voir Fiche technique et Distribution.
À la folie est un film français réalisé par Diane Kurys, sorti en 1994.

## Synopsis
Elsa, tout juste séparée de son mari, s'installe chez sa sœur Alice, qu'elle n'avait pas vue depuis plusieurs années.  Bientôt, Elsa perturbe la vie et le travail d'Alice, sur laquelle elle exerce un chantage affectif...

## Fiche technique
- Titre français : À la folie
- Réalisation : Diane Kurys
- Scénario : Diane Kurys et Antoine Lacomblez
- Photographie : Fabio Conversi
- Montage : Luc Barnier
- Musique : Michael Nyman
- Production : Alexandre Arcady
- Pays d'origine :  France
- Genre : drame
- Dates de sortie : 
  -  France : 28 septembre 1994

## Distribution
- Anne Parillaud : Alice
- Béatrice Dalle : Elsa
- Patrick Aurignac : Franck
- Bernard Verley : Sanders
- Alain Chabat : Thomas
- Jean-Claude de Goros : Raymond
- Marie Guillard : Betty
- Robert Benitah : Sparring partner
- Michael Massee (non crédité)